# SN 1956B
SN 1956B – supernowa odkryta 8 kwietnia 1956 roku w galaktyce NGC 4783. W momencie odkrycia miała maksymalną jasność 18,60m.